# Rosholt (Wisconsin)
Rosholt is een plaats (village) in de Amerikaanse staat Wisconsin, en valt bestuurlijk gezien onder Portage County.

## Demografie
Bij de volkstelling in 2000 werd het aantal inwoners vastgesteld op 518. In 2006 is het aantal inwoners door het United States Census Bureau geschat op 479, een daling van 39 (-7,5%).

## Geografie
Volgens het United States Census Bureau beslaat de plaats een oppervlakte van 2,9 km², waarvan 2,8 km² land en 0,1 km² water. Rosholt ligt op ongeveer 348 m boven zeeniveau.

## Plaatsen in de nabije omgeving
De onderstaande figuur toont nabijgelegen plaatsen in een straal van 24 km rond Rosholt.